# Dinastia XXIV d'Egipte

Divisions dinàstiques i territorials durant el tercer període intermedi d'Egipte.

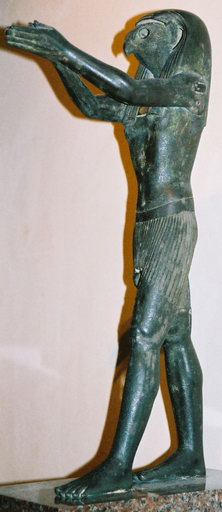
Estatueta de Horus, datada al Tercer període intermedi. Museu del Louvre.

La dinastia XXIV  governà Egipte entre els anys 727-715 aC, durant el tercer període intermedi d'Egipte. Els seus dos únics governants són coetanis dels dignataris de les dinasties XXII, XXIII i XXV.

## Història
Tafnajt va organitzar una aliança de governants del Delta, amb els quals va intentar conquerir l'Alt Egipte. La seva campanya va alertar al rei de Núbia, Piye, que va acosneuir una victòria sobre Tafnajt de Sais i els seus aliats, i la va registrar en una cèlebre inscripció. Tafnajt és conegut com el "Gran cap de l'Oest" a l'Estela de la Victòria de Piye i en dues esteles datades en els anys 36è i 38è del regnat de Sheshonq V.
Bakenrenef, el successor de Tafnajt, va assumir definitivament el tron de Sais amb el nom real de Uahkara. La seva autoritat va ser reconeguda en gran part del delta del Nil, fins i tot en Memphis, on han estat trobades diverses esteles, al Serapeum de Saqqara, del 5è i 6è any del seu regnat. Aquesta dinastia va finalitzar quan Shabaka, el segon rei de la dinastia XXV, ataca Sais, captura a Bakenrenef i el cremà viu.
Olivier Perdu demostrà que Shepsesra Tafnajt va ser realment Tafnajt II, un predecessor proper de Necó I. Tots dos reis van governar, com dirigents locals de Sais, durant l'època del rei nubià Taharqa.

## Faraons de la dinastia XXIV d'Egipte
| Nom comú  | Nom de Nesut-Bity | Nom de Sa-Ra | Comentaris | Regnat     |
| --------- | ----------------- | ------------ | ---------- | ---------- |
| Tecnactis | Shepsesra         | Tefnakht     |            | 727-720 aC |
| Boccoris  | Uahkara           | Bakenrenef   |            | 720-715 aC |

## Cronologia de la dinastia XXIV
Cronologia estimada pels següents egiptòleg s:
- Primer faraó:  Tefnakht 
  - 740-718 (von Beckerath)
  - 731-723 (Dodson)
  - 727-716 (Grimal0
  - 724-717 (Redford)

- Darrer faraó:  Bakenrenef 
  - 727-715 (Shaw)
  - 723-717 (Dodson)
  - 718-712 (von Beckerath)
  - 717-711 (Redford)
  - 716-715 (Grimal)